# 디옥시아데노실 라디칼
디옥시아데노실 라디칼(영어: deoxyadenosyl radical)은 아데노신으로부터 5'-하이드록실기를 제거한 것으로 구조적으로 아데노신과 관련된 유리기이다. 디옥시아데노실 라디칼은 자연에서 반응성 중간생성물로 생성된다. 디옥시아데노실 라디칼은 라디칼 S-아데노실메티오닌 효소와 일부 종류의 비타민 B12에 의해 생성된다. 디옥시아데노실 라디칼은 기질에서 수소 원자를 제거하여 생합성에 필요한 자리옮김 및 기타 전사 후 변형을 일으킨다.

## 같이 보기
- 아데노신
- 유리기